# Károly Ferenc Szabó
Károly Ferenc Szabó (n. 29 august 1943 – d. 25 ianuarie 2011) a fost un senator român ales între anii 1990-2008 în județul Satu Mare pe listele partidului UDMR. În legislatura 1990-1992, Károly Ferenc Szabó a fost membru în grupurile parlamentare de prietenie cu Regatul Thailanda, Republica Islamică Iran, Regatul Unit al Marii Britanii și Irlanda de Nord și Republica Venezuela. În legislatura 1992-1996, Károly Ferenc Szabó a fost membru în comisia pentru buget, finanțe, activitate bancară și piața de capital. În legislatura 1996-2000, Károly Ferenc Szabó a fost membru în grupurile parlamentare de prietenie cu Republica Turcia și Republica Argentina. În această legislatură, Károly Ferenc Szabó a fost membru în comisia pentru agricultură, silvicultură și dezvoltare rurală, în comisia pentru apărare, ordine publică și siguranță națională precum și în comisia pentru muncă, familie și protecție socială. În legislatura 2000-2004, Károly Ferenc Szabó a fost membru în grupurile parlamentare de prietenie cu Republica Slovacă și Republica Turcia. În legislatura 2004-2008, Károly Ferenc Szabó a fost membru în grupurile parlamentare de prietenie cu Republica Slovenia și Canada. În legislatura 2004-2008, Károly Ferenc Szabó a fost membru al Parlamentului European și membru în delegația Parlamentului European. Károly Ferenc Szabó a înregistrat 300 de luări de cuvânt în legislatura 2000-2004 și 101 luări de cuvânt în legislatura 2004-2008.
Károly Ferenc Szabó a fost membru în următoarele comisii parlamentare:
- în legislatura 1992-1996: Comisia pentru buget, finanțe, activitate bancară și piață de capital (până în sep. 1993), comisia pentru apărare, ordine publică și siguranță națională (până în sep. 1993), comisia comună permanentă a Camerei Deputaților și Senatului pentru exercitarea controlului parlamentar asupra activității SRI;
- în legislatura 1996-2000: Comisia pentru agricultură, silvicultură și dezvoltare rurală (din sep. 1999), comisia pentru apărare, ordine publică și siguranță națională (din dec. 1996) și comisia pentru muncă, familie și protecție socială (sep. 1998 - sep. 1999);
- în legislatura 2000-2004: Comisia pentru apărare, ordine publică și siguranță națională, comisia pentru cercetarea abuzurilor, combaterea corupției și petiții (din ian. 2001);
- în legislatura 2004-2008:  Comisia pentru apărare, ordine publică și siguranță națională - Secretar, Comisia pentru cultură, artă și mijloace de informare în masă (din mar. 2005).